# مومبلونا
مومبلونا (به اسپانیایی: Momblona) یکی از دهستان های اسپانیا است که در استان سریا واقع شده‌است.

## خصوصیات
مومبلونا ۲۲ کیلومترمربع مساحت و ۳۷ نفر جمعیت دارد.